# サラ・ナウス
サラ・デリマー・ナウス（Sarah DeRemer Knauss、旧姓クラーク（Clark）、1880年9月24日 - 1999年12月30日）は、世界最高齢であったアメリカの女性。ジャンヌ・カルマン、田中カ子に次ぐ、人類史上3番目の長寿記録保持者であり、アメリカ史上最高齢の人物である。

## 経歴
ペンシルベニア州のルザーン都ハリウッド)の間にドイツ移民の子であり、ニュージャージーの亜鉛会社の社長であったウォルター・クラークとその妻であったアメリア（旧姓クライシャー）の元に生まれた。1歳の時にサウス・ベツレヘムに引っ越した後、サン・インのダンスパーティーで知り合い1901年8月28日にエイブラハム・リンカーン・ナウスと結婚、新婚旅行は、ナイヤガラの滝に行っている。アレンタウンに引っ越した。結婚前は保険ブローカーとして勤務、結婚後は主婦となった。
第二次世界大戦中、米国内で傷病兵の看護をしていた。
100歳の頃には毎週美容室に行っていた。テレビ自体はほとんど見ず、18ヶ月で5枚のパッチワークを作っていた。104歳で娘と同居するまでは一人暮らしで、106歳からは車椅子を使用するようになった。1996年にマーガレット・スキートの記録を上回り、アメリカ史上最高齢者となった。117歳のときには低ヘモグロビンのために輸血を受け、以後は心臓の薬を飲み続けていた。
国内最高齢であるという報に、ナウスは信じられない様子であり「私よりも年上の人がいるのでは」と語っていた。
居住していたフィービー・ホームで118歳の誕生日を迎えた時にはケーキを食べ、カニのパテやレタスにベーコンを乗せたサラダを食べていたという。
2000年まであと33時間と迫った12月30日午後3時、老衰のため119歳97日で死去。死去時点で人類史上2番目の長寿記録保持者であった。ただし、近年ではジャンヌ・カルマンの記録に疑義があり、カルマンの記録が虚偽ならば死去時点では歴代世界最高齢者だったことになる。椅子に座っていた状態で突然亡くなったという。死去時点で96歳の1人娘、キャサリン・サリバンがいた。存命中の親子の合計年齢は215歳で史上最高齢記録である。死後、臓器はハーバード大学医学部に寄贈されている。そこでは老化を遅らせ、アルツハイマー病等の疾患への予防に関する研究の一部となった。神経心理学者であり、ニューイングランドセンテナリアン研究の副所長であるマージョリー・シルバーによるとハーバード大学における死後解剖最高齢者であると言及した。
先代の長寿世界一であったマリー・メイユールの死去時には117歳と204日であり、2022年4月19日にリュシル・ランドンが118歳67日で長寿世界一になるまで最も高齢で長寿世界一になった人物であった。

## 人物
- 長寿世界一になったということで新聞の記事に載ったとき、彼女の食べ物の好き嫌いについて公表された。それによると、チョコレートは大好きだが野菜は大嫌いだったという。また、長寿の秘訣について聞かれたとき「年齢を気にしないことと、嫌いな野菜を無理に食べないこと」と答えていたという（朝日新聞、2000年1月1日付より）。ジョシュ・アーリーのキャンディを一ヶ月に1ポンド食べ、ポテトチップスやカシューナッツも好物だった。このためか、100歳の誕生日には20ポンドのキャンディがプレゼントされていた。

- 世界最高齢になった報の際には「だから、どうしたっていうの」と言及していた[9]。

- 喫煙は一切行っていなかった[10]。

- 身長は140cm前後で低かったとされている[11]。

- 1880年から1889年の間に生まれた兄弟がおり、1884年7月19日生まれ、1885年11月8日生まれであるが何れも幼児期に死去している。家族も上記の父ウォルター(85歳)、父方の祖母であるカトゥラ・ミラー(98歳)は長寿であった。従姉妹のミニー・クレッジも同様に長寿であり、105歳まで生存した。

- 孫1人、曾孫3人、玄孫5人、来孫（玄孫の子）に恵まれた。

- ナウスの家庭はアレンタウンでもかなり早くから自動車であるモデルTフォードを持っていたが運転はしていない[5]。85歳の時に車でカリフォルニアまで行ったことがあったとされる[10]。

- 良く覚えていたことは、アレンタウンの成長であり「最後の馬車が出発することを見た、最後の路面電車や最後の蒸気機関車を見た」と発言している[10]。

- かつて、50～75頭ほどの牛や羊を飼育していたという[10]。

- ナウスは結婚式の準備にタオル、枕カバー、シーツ12枚といったリネンをすべて作り、娘のためのウェディングドレスも作ることができた。100歳まで娘のための服を作っていた[12]。

- 117歳の時の誕生日には117本のろうそくがケーキに建てられていたが、あまりの蝋燭の多さに119歳の時には数字の「1，1，9」が描かれたケーキになっていた[13]。